# Cosmonaut-Gletscher
Der Cosmonaut-Gletscher ist ein Gletscher im ostantarktischen Viktorialand. Er fließt in den Southern Cross Mountains in östlicher Richtung entlang der Südseite der Arrowhead Range und mündet in den Aviator-Gletscher.
Teilnehmer einer von 1962 bis 1963 durchgeführten Kampagne der New Zealand Geological Survey Antarctic Expedition benannten ihn in Zusammenhang mit der Benennung des Aviator-, des Aeronaut-, des Astronaut- und des Cosmonette-Gletschers.